# حملة بورنيو
حملة بورنيو لعام 1945 هي آخر حملات الحلفاء الكبرى في الحرب العالمية الثانية في منطقة الجنوب الغربي الهادئ لتحرير جزيرة بورنيو البريطانية التي احتلتها اليابان وبورينو الهولندية. شن الفيلق الأسترالي الأول سلسلة من الهجمات البرمائية تحت اسم «عملية أوبو» في الفترة بين 1 مايو و21 يوليو 1945 بقيادة الفريق ليسلي مورشايد ضد قوات جيش اليابان الإمبراطوري التي احتلت الجزيرة منذ نهاية عام 1941/بداية عام 1942. دافع الجيش الياباني السابع والثلاثون عن تلك الجزيرة بقيادة الفريق الياباني ماساو بابا، بينما كان الفريق البحري ميشياكي كامادا قائدًا للحامية البحرية اليابانية. دعمت الولايات المتحدة وقوات الحلفاء البحرية والجوية الجيش الأسترالي، وقدمت الولايات المتحدة الجزء الأكبر من الدعم اللوجستي ومعدات الشحن اللازمة لتنفيذ العملية. شملت الخطة المبدأية تنفيذ الحملة على ست مراحل، ولكن عمليات الإنزال تمت في أربع مواقع فقط: تاراكان، ومستعمرة لابوان، وبورنيو الشمالية، وباليكبابان. شارك أفراد قبائل الداياك وبعض أفراد طاقم جيوش الحلفاء كذلك في حروب العصابات داخل الجزيرة. اختتمت عمليات القتال الرئيسية بحلول منتصف شهر يوليو عام 1945، بينما استمرت عمليات التمشيط في بورنيو حتى نهاية الحرب في أغسطس. ألحقت عمليات القصف التمهيدية ضررًا جسيمًا ببنية الجزيرة التحتية بما يشمل مرافق إنتاج النفط. ونتيجة لذلك لم تُثمر تلك الحملة أي فوائد إستراتيجية تُذكر للحلفاء.

## خلفية
قبل الحرب العالمية الثانية، كانت جزيرة بورنيو مُقسمة إلى مستعمرة بورنيو البريطانية في الشمال، وبورنيو الهولندية في الجنوب التي كانت جزءًا من مستعمرة الهند الشرقية الهولندية. قُدر عدد سكان الجزيرة بنحو 3 ملايين فرد بحلول عام 1941، ومعظمهم كانوا يعيشون في قرى صغيرة، بينما لم يتجاوز عدد المدن في بورنيو عن 12 مدينة. تتميز بورنيو بمناخ مداري، وتغطيها مساحات شاسعة من الأدغال الكثيفة. ومعظم سواحلها مليئة بنباتات الأيكة الساحلية والمستنقعات.
تميزت جزيرة بورنيو بأهمية إستراتيجية أثناء الحرب العالمية الثانية. فقد أقام المستعمرون الأوروبيون بها حقول النفط، وصدروا منها المواد الخام. تميزت الجزيرة أيضًا بموقع استراتيجي جيد، إذ أنها كانت تقع بالقرب من الطرق البحرية المارة بين شمال آسيا ومالاي والهند الشرقية الهولندية. هبطت القوات اليابانية على سراوق في 16 ديسمبر 1941 حيث حاربوا كتيبة واحدة من الجيوش البريطانية الهندية خلال الأسابيع التالية، ما ألحق الضرر بمرافق النفط. وفي ذات الوقت هبطت القوات اليابانية على جزيرة تاراكان في يناير 1942، بينما هبط جنود المظلات على جزيرة سولاوسي في اليوم التالي. نجحت الحامية الهولندية الصغيرة في تدمير جزء من البنى التحتية قبل أن يطغى عليهم اليابانيون. أدى تدمير تلك المرافق إلى عقوبات انتقامية قاسية ضد المدنيين، ولا سيما في باليكبابان حيث أعدم اليابانيون نحو 80-100 فردًا أوروبيًا.
تولى جيش اليابان الإمبراطوري إدارة بورنيو البريطانية المحتلة، بينما تولى سلاح البحرية الإمبراطورية اليابانية إدارة بورنيو الهولندية. تعرض السكان المحليون لمعاملة قاسية من اليابانيين أثناء الاحتلال. على سبيل المثال، أُرغم عدد كبير من سكان جزيرة تاراكان على العمل بالسخرة، وتأثر اقتصاد الجزيرة سلبًا، وشح الطعام بصفة مطردة يومًا بعد يوم. وفي أواخر عام 1943، شن أفراد قبائل الداياك وسكان الجزر الصينيين ثورة كبيرة استجاب لها اليابانيين بالقمع العنيف وإعدام المئات من المشاركين فيها. وفي أعقاب ذلك مات المزيد من الناس من الجوع والأمراض بسبب السياسات اليابانية الصارمة على السكان المحليين. قامت القوات اليابانية بعدة مذابح أخرى خلال فترة احتلال الجزيرة.

## التخطيط
عُرفت خطط الحلفاء مجتمعةً باسم عملية أوبو. كان غزو جزيرة بورنيو المرحلة الثانية من عملية مونتكلير التي هدفت إلى تدمير قوات اليابان الإمبراطورية في مملكة سراوق، وبروناي، ومستعمرات لابوان وبورنيو الشمالية البريطانية وجنوب الفلبين. تميزت جزيرة بورنيو حينها بموقع استراتيجي جيد نظرًا لمواردها الطبيعية الثمينة: النفط والمطاط. بينما رغب الحلفاء في إعادة احتلال جزيرة تاراكان لتحويلها إلى قاعدة جوية لدعم العمليات العسكرية في المستقبل، واحتلال خليج بروناي لتحويله إلى قاعدة بحرية. بدأ الحلفاء في التخطيط لتلك العملية في أواخر عام 1944 وبداية عام 1945 في المقر العمومي للجنرال دوغلاس ماكارثر في منطقة جنوب الغرب الهادئ. ونظرًا لانشغال القوات الأمريكية بمعركة الفلبين البحرية، كُلفت قوات الجيش الأسترالي البرية بتنفيذ عملية استعادة بورنيو. لم يشارك الفيلق الأسترالي الأول حينها في أي معارك لمدة عام. كُلف الجنرال ماكارثر بقيادة هذا الجيش، ولكنه أبى أن يقود هذا الجيش في الفلبين على الرغم من إلحاح الحكومة الأسترالية.
تألفت الخطة المبدأية من ستة مراحل: عملية أوبو 1 في جزيرة تاراكان؛ عملية أوبو 2 في باليكبابان؛ أوبو 3 في بنجرماسين؛ أوبو 4 في سورابايا (عاصمة الهند الشرقية الهولندية السابقة)، وباتافيا (التي تُعرف حاليًا بجاكرتا)؛ وأوبو 5 في شرق بورنيو الهولندية؛ وأوبو 6 في بورنيو الشمالية (التي تُعرف حاليًا بمدينة صباح في ماليزيا). وفي النهاية نُفذت عمليات تاراكان، وباليكبابان وبورنيو البريطانية الشمالية (في لابوان وخليج بروناي) فقط. مثلت تلك العمليات آخر حملات القوات الأسترالية في الحرب العالمية الثانية ضد اليابان. وفي مرحلة التخطيط، نصح الجنرال توماس بلامي بعدم نزول القوات في باليكبابان نظرًا إلى أنها لا تخدم أي هدف استراتيجي من وجهة نظره. بعد التفكير مليًا في الأمر، وافقت الحكومة الأسترالية على توفير القوات اللازمة لتلك العمالية بناءً على اقتراح ماكارثر. نجح بليمي في إحباط خطة ماكارثر لإنزال القوات الأسترالية في جزيرة جاوة عن طريق إقناع رئيس الوزراء جون كرتن بسحب فرقة الجيش السادسة. قام الحلفاء بعدة عمليات استكشافية تمهيدًا للنزول في جزيرة بورنيو البريطانية، ويُرمز لتلك العمليات باسم أغاس (بورنيو الشمالية) وسموت (سراوق). ساهمت تلك العمليات أيضًا في تسليح وتدريب وتنظيم السكان المحليين للقيام بدورهم في حروب العصابات ضد اليابانيين لدعم العملية بأكملها.
بدأ الجيش الياباني تجهيزات الدفاع عن بورنيو بدءًا من منتصف عام 1944، وذلك في ذات الوقت الذي زحفت فيه قوات الحلفاء بسرعة نحو الجزيرة. أرسل جيش اليابان الإمبراطوري بعض الإمدادات العسكرية إلى بورنيو، ولكنها لم تصل إليهم حتى شهر سبتمبر وشهر نوفمبر من نفس العام. وفي نهاية عام 1944 خمنت قيادات الجيش الياباني أن القوات الأسترالية تنوي أن تهاجم بروناي أولًا قبل أن تحاول الاستيلاء على شاطئ بورنيو الغربي كجزء من حملة تحرير سنغافورة. وبناءً على ذلك أُمرت جميع وحدات جيش اليابان الإمبراطوري بالتحرك عبر البر إلى الشاطئ الغربي، واستلزم منهم ذلك التقدم ببطئ لمسافة طويلة من الأراضي الوعرة. انتقلت كتيبتان أخرتان من شمال شرق بورنيو إلى جنوب بورنيو عن طريق البحر في الفترة بين فبراير ومارس عام 1945. حررت الولايات المتحدة بعض المناطق الرئيسية في الفلبين، ما أدى إلى عزل اليابان عن جنوب شرق آسيا، ونتيجة لذلك أمر رئيس أركان الجيش الياباني في 27 يناير 1945 بأن تحافظ القوات المتمركزة في تلك المنطقة على مواقعها وأن يدافعوا عن الأراضي التي بحوزتهم وألا ينتظروا أي إمدادات عسكرية أخرى.